# Shin Da-hae
Shin Da-hae (koreanisch 신다해; * 13. November 1988 in Pyeongtaek) ist eine ehemalige südkoreanische Snowboarderin. Sie startete in den Paralleldisziplinen.

## Werdegang
Shin nahm im Oktober 2004 in Sölden erstmals am Snowboard-Weltcup teil, wobei sie den 56. Platz im Parallel-Riesenslalom errang. Bei den Snowboard-Weltmeisterschaften 2005 in Whistler kam sie auf den 48. Platz im Parallelslalom und auf den 43. Rang im Parallel-Riesenslalom. In den folgenden Jahren belegte sie den Juniorenweltmeisterschaften 2006 im Vivaldi Park den 38. Platz im Snowboardcross sowie den 16. Rang im Parallel-Riesenslalom und bei der Winter-Universiade 2007 in Bardonecchia den 15. Platz im Riesenslalom. In der Saison 2008/09 fuhr sie bei den Snowboard-Weltmeisterschaften 2009 in Gangwon auf den 46. Platz im Parallelslalom sowie auf den 40. Rang im Parallel-Riesenslalom und bei der Winter-Universiade 2009 in Harbin auf den fünften Platz im Parallel-Riesenslalom. In der Saison 2010/11 kam sie bei der Winter-Universiade 2011 in Erzurum auf den 15. Platz im Parallel-Riesenslalom und bei den Snowboard-Weltmeisterschaften 2011 in La Molina auf den 45. Platz im Parallel-Riesenslalom sowie auf den 38. Rang im Parallelslalom. Im folgenden Jahr wurde sie südkoreanische Meisterin im Parallel-Riesenslalom. Bei den Weltmeisterschaften im Januar 2013 in Stoneham errang sie im Parallel-Riesenslalom und im Parallelslalom jeweils den 39. Platz. 
Nach Platz 11 bei der Winter-Universiade 2013 in Monte Bondone zu Beginn der Saison 2013/14, wurde Shin bei den südkoreanischen Meisterschaften im Parallel-Riesenslalom und im Parallelslalom jeweils Zweite. In der Saison 2014/15 belegte sie bei den Snowboard-Weltmeisterschaften 2015 im Lachtal den 34. Platz im Parallelslalom sowie den 28. Rang im Parallel-Riesenslalom und bei der Winter-Universiade 2015 in der Sierra Nevada den zehnten Platz im Parallel-Riesenslalom. In der Saison 2016/17 erreichte sie mit Platz 18 im Parallel-Riesenslalom im Carezza ihre beste Platzierung im Weltcup und zum Saisonende mit dem 33. Platz im Parallel-Weltcup ihr bestes Gesamtergebnis. Beim Saisonhöhepunkt, den Snowboard-Weltmeisterschaften 2017 in der Sierra Nevada, kam sie auf den 32. Platz im Parallelslalom und auf den 22. Rang im Parallel-Riesenslalom. Zuvor gewann sie bei den Winter-Asienspielen 2017 in Sapporo die Bronzemedaille im Slalom und errang dort im Riesenslalom den fünften Platz. In ihrer letzten aktiven Saison 2017/18 belegte sie bei den Olympischen Winterspielen 2018 in Pyeongchang den 25. Platz im Parallel-Riesenslalom und absolvierte in Bansko ihren 51. und damit letzten Weltcup, welchen sie auf dem 38. Platz im Parallel-Riesenslalom beendete.

## Teilnahmen an Weltmeisterschaften und Olympischen Winterspielen

### Olympische Winterspiele
- 2018 Pyeongchang: 25. Platz Parallel-Riesenslalom

### Snowboard-Weltmeisterschaften
- 2005 Whistler: 43. Platz Parallel-Riesenslalom, 48. Platz Parallelslalom
- 2009 Gangwon: 40. Platz Parallel-Riesenslalom, 46. Platz Parallelslalom
- 2011 La Molina: 38. Platz Parallelslalom, 45. Platz Parallel-Riesenslalom
- 2013 Stoneham: 39. Platz Parallelslalom, 39. Platz Parallel-Riesenslalom
- 2015 Lachtal: 28. Platz Parallel-Riesenslalom, 32. Platz Parallelslalom
- 2017 Sierra Nevada: 22. Platz Parallel-Riesenslalom, 32. Platz Parallelslalom

## Weltcup-Gesamtplatzierungen
| Saison  | Parallel | Parallel | Parallel-Riesenslalom | Parallel-Riesenslalom | Parallelslalom | Parallelslalom |
| Saison  | Punkte   | Platz    | Punkte                | Platz                 | Punkte         | Platz          |
| ------- | -------- | -------- | --------------------- | --------------------- | -------------- | -------------- |
| 2009/10 | 39       | 61.      | -                     | -                     | -              | -              |
| 2010/11 | 136      | 40.      | -                     | -                     | -              | -              |
| 2012/13 | 38       | 55.      | 38                    | 49.                   | -              | -              |
| 2014/15 | 120      | 43.      | 80                    | 41.                   | 40             | 46.            |
| 2015/16 | 180      | 38.      | 180                   | 27.                   | -              | -              |
| 2016/17 | 490      | 33.      | 405                   | 27.                   | 85             | 34.            |
| 2017/18 | 177,4    | 45.      | 113                   | 45.                   | 64,4           | 41.            |